# Élections législatives de 2020 à Rhode Island
Les élections législatives de 2020 en Rhode Island ont lieu le 3 novembre 2020 afin d'élire les 75 membres de la Chambre des représentants de l'État américain de Rhode Island.

## Système électoral
La Chambre des représentants de Rhode Island est la chambre basse de son parlement bicaméral. Elle est composée de 75 sièges pourvus pour deux ans au scrutin uninominal majoritaire à un tour dans autant de circonscriptions.

## Résultats
| Partis                   | Partis                | Voix | %   | +/- | Sièges | +/-           |
| ------------------------ | --------------------- | ---- | --- | --- | ------ | ------------- |
|                          | Parti démocrate (D)   |      |     |     | 65     | 1             |
|                          | Parti républicain (R) |      |     |     | 10     | 1             |
|                          | Autres partis         |      |     |     | 0      | en stagnation |
|                          | Indépendants          |      |     |     | 0      | en stagnation |
|                          |                       |      |     |     |        |               |
| Votes valides            |                       |      |     |     |        |               |
| Votes blancs et nuls     |                       |      |     |     |        |               |
| Total                    | Total                 |      | 100 | -   | 75     | en stagnation |
| Abstentions              |                       |      |     |     |        |               |
| Inscrits / participation |                       |      |     |     |        |               |